# Віктор Мозес
Ві́ктор Мо́зес (англ. Victor Moses, нар. 12 грудня 1990, Лагос) — нігерійський футболіст, правий півзахисник «Спартак» (Москва).

## Клубна кар'єра
У 13-річному віці перебрався з родиною до Великої Британії. Вихованець футбольної школи клубу «Крістал Пелес». Дорослу футбольну кар'єру розпочав 2007 року в основній команді того ж клубу, в якій провів три сезони, взявши участь у 58 матчах чемпіонату.
Своєю грою за цю команду привернув увагу представників тренерського штабу клубу «Віган Атлетік», до складу якого приєднався 2010 року. Відіграв за клуб з Вігана наступні два сезони своєї ігрової кар'єри. Більшість часу, проведеного у складі «Віган Атлетік», був основним гравцем атакувальної ланки команди.
До складу клубу «Челсі» приєднався 2012 року. Протягом сезону 2013-14 на правах оренди виступав за «Ліверпуль», за двадцять два матчі у всіх турнірах відзначився двічі. Наступний сезон провів також в оренді, цього разу в «Сток Сіті».
1 вересня 2015 Мозес підписав новий 4-х річний контракт з Челсі і перейшов до клубу «Вест Гем Юнайтед», який виступає у Прем'єр-лізі, на правах оренди строком на один сезон.
14 вересня дебютував за «молотків», вийшовши в основному складі на матч 5-го туру Прем'єр-ліги проти «Ньюкасл Юнайтед» (2:0), провів на полі 87 хвилин. 19 вересня, забив перший гол за «Вест Гем Юнайтед» на 6-й хвилині в матчі проти «Манчестер Сіті» (2:1).
Влітку 2016 року повернувся до «Челсі», де відразу почав отримувати ігровий час.
У січні 2019, знову втративши місце в основному складі, перейшов на умовах оренди до стамбульського «Фенербахче». У другій половині 2019 року став отримувати менше ігрового часу і в турецькій команді. У січні 2020 року продовжив кар'єру в Італії, де також на умовах оренди став гравцем «Інтернаціонале». Провівши за півроку 20 матчів за «Інтер» в усіх турнірах, повернувся до лав «Челсі».

## Виступи за збірні
2005 року дебютував у складі юнацької збірної Англії, взяв участь у 29 іграх на юнацькому рівні, відзначившись 11 забитими голами.
2010 року залучався до складу молодіжної збірної Англії. На молодіжному рівні зіграв в одному офіційному матчі.
2012 року вирішив на дорослому рівні захищати кольори своєї батьківщини і того ж року дебютував в офіційних матчах у складі національної збірної Нігерії. Був учасником Кубка африканських націй 2013, де починав як резервний гравець, але з другої гри групового етапу став стабільно виходити у стартовому складі. Зокрема в останній вирішальній грі групового етапу проти збірної Ефіопії реалізував два пенальті, встановивши остаточний рахунок зустрічі 2:0, що дозволило нігерійцям пробитися до плей-оф турніру, який вони врешті-решт й виграли.
Наступного року взяв участь у двох матчах чемпіонату світу 2014 року.
3 червня 2018 року був включений до заявки збірної Нігерії на другу для нього світову першість — тогорічний чемпіонат світу в Росії, де взяв участь в усіх трьох іграх своєї команди на груповому етапі і відзначився забитим голом.

## Статистика виступів

### Статистика клубних виступів
Станом на 10 вересня 2020 року
| Сезон                     | Команда                   | Чемпіонат                 | Чемпіонат | Чемпіонат | Національний кубок | Національний кубок | Національний кубок | Континентальні кубки | Континентальні кубки | Континентальні кубки | Інші змагання | Інші змагання | Інші змагання | Усього | Усього |
| Сезон                     | Команда                   | Ліга                      | Ігор      | Голів     | Ліга               | Ігор               | Голів              | Ліга                 | Ігор                 | Голів                | Ліга          | Ігор          | Голів         | Ігор   | Голів  |
| ------------------------- | ------------------------- | ------------------------- | --------- | --------- | ------------------ | ------------------ | ------------------ | -------------------- | -------------------- | -------------------- | ------------- | ------------- | ------------- | ------ | ------ |
| 2007–08                   | «Крістал Пелес»           | ЧФЛ                       | 15        | 3         | КА+КЛ              | 1+0                | 0+0                | -                    | -                    | -                    | -             | -             | -             | 16     | 3      |
| 2008–09                   | «Крістал Пелес»           | ЧФЛ                       | 27        | 2         | КА+КЛ              | 3+2                | 0+0                | -                    | -                    | -                    | -             | -             | -             | 32     | 2      |
| 2009-січ. 2010            | «Крістал Пелес»           | ЧФЛ                       | 18        | 6         | КА+КЛ              | 1+2                | 0+0                | -                    | -                    | -                    | -             | -             | -             | 21     | 6      |
| Усього за «Крістал Пелес» | Усього за «Крістал Пелес» | Усього за «Крістал Пелес» | 60        | 11        |                    | 9                  | 0                  |                      | -                    | -                    |               | -             | -             | 69     | 11     |
| січ.-черв. 2010           | «Віган Атлетік»           | ПЛ                        | 14        | 1         | КА+КЛ              | 0+0                | 0+0                | -                    | -                    | -                    | -             | -             | -             | 14     | 1      |
| 2010–11                   | «Віган Атлетік»           | ПЛ                        | 21        | 1         | КА+КЛ              | 2+3                | 0+1                | -                    | -                    | -                    | -             | -             | -             | 26     | 2      |
| 2011–12                   | «Віган Атлетік»           | ПЛ                        | 38        | 6         | КА+КЛ              | 1+0                | 0+0                | -                    | -                    | -                    | -             | -             | -             | 39     | 6      |
| серп.2012                 | «Віган Атлетік»           | ПЛ                        | 1         | 0         | КА+КЛ              | 0+0                | 0+0                | -                    | -                    | -                    | -             | -             | -             | 1      | 0      |
| Усього за «Віган Атлетік» | Усього за «Віган Атлетік» | Усього за «Віган Атлетік» | 74        | 8         |                    | 6                  | 1                  |                      | -                    | -                    |               | -             | -             | 80     | 9      |
| серп. 2012–13             | «Челсі»                   | ПЛ                        | 23        | 1         | КА+КЛ              | 5+3                | 2+2                | ЛЧ+ЛЄ                | 4+6                  | 1+4                  | СА+СУ+КЧС     | 0+0+2         | 0+0+0         | 43     | 10     |
| 2013–14                   | «Ліверпуль»               | ПЛ                        | 19        | 1         | КА+КЛ              | 2+1                | 1+0                | -                    | -                    | -                    | -             | -             | -             | 22     | 2      |
| 2014–15                   | «Сток Сіті»               | ПЛ                        | 19        | 3         | КА+КЛ              | 2+2                | 1+0                | -                    | -                    | -                    | -             | -             | -             | 23     | 4      |
| серп. 2015                | «Челсі»                   | ПЛ                        | 0         | 0         | КА+КЛ              | -                  | -                  | ЛЧ                   | -                    | -                    | СА            | 1             | 0             | 1      | 0      |
| серп. 2015–16             | «Вест Гем Юнайтед»        | ПЛ                        | 21        | 1         | КА+КЛ              | 4+1                | 1+0                | -                    | -                    | -                    | -             | -             | -             | 26     | 2      |
| 2016–17                   | «Челсі»                   | ПЛ                        | 34        | 3         | КА+КЛ              | 4+2                | 0+1                | -                    | -                    | -                    | -             | -             | -             | 40     | 4      |
| 2017–18                   | «Челсі»                   | ПЛ                        | 28        | 3         | КА+КЛ              | 3+2                | 0+0                | ЛЧ                   | 4                    | 0                    | СА            | 1             | 1             | 38     | 4      |
| 2018–січ.19               | «Челсі»                   | ПЛ                        | 2         | 0         | КА+КЛ              | 0+1                | 0+0                | ЛЄ                   | 2                    | 0                    | СА            | 1             | 0             | 6      | 0      |
| Усього за «Челсі»         | Усього за «Челсі»         | Усього за «Челсі»         | 87        | 7         |                    | 20                 | 5                  |                      | 16                   | 5                    |               | 5             | 1             | 128    | 18     |
| січ.-черв. 2019           | «Фенербахче»              | СЛ                        | 14        | 4         | КТ                 | 0                  | 0                  | ЛЄ                   | 2                    | 0                    | -             | -             | -             | 16     | 4      |
| 2019-січ. 2020            | «Фенербахче»              | СЛ                        | 6         | 1         | КТ                 | 1                  | 0                  | -                    | -                    | -                    | -             | -             | -             | 7      | 1      |
| Усього за «Фенербахче»    | Усього за «Фенербахче»    | Усього за «Фенербахче»    | 20        | 5         |                    | 1                  | 0                  |                      | 2                    | 0                    |               | -             | -             | 23     | 5      |
| січ.-черв. 2020           | «Інтернаціонале»          | A                         | 12        | 0         | КІ                 | 3                  | 0                  | ЛЄ                   | 3                    | 0                    | -             | -             | -             | 18     | 0      |
| Усього за кар'єру         | Усього за кар'єру         | Усього за кар'єру         | 312       | 36        |                    | 51                 | 9                  |                      | 21                   | 5                    |               | 5             | 1             | 389    | 51     |

### Статистика виступів за збірну
Станом на 10 вересня 2020 року
| Дата       | Місто           | Господарі   | Результат | Гості        | Турнір                                      | Голи | Примітки    |
| ---------- | --------------- | ----------- | --------- | ------------ | ------------------------------------------- | ---- | ----------- |
| 29-2-2012  | Кігалі          | Руанда      | 0 – 0     | Нігерія      | Відбір до Кубка африканських націй 2013     | -    | 66'         |
| 3-6-2012   | Калабар         | Нігерія     | 1 – 0     | Намібія      | Відбір до ЧС 2014                           | -    | 79'         |
| 9-6-2012   | Блантайр        | Малаві      | 1 – 1     | Нігерія      | Відбір до ЧС 2014                           | -    | 67'         |
| 16-6-2012  | Калабар         | Нігерія     | 2 – 0     | Руанда       | Відбір до Кубка африканських націй 2013     | -    | 75'         |
| 8-9-2012   | Монровія        | Ліберія     | 2 – 2     | Нігерія      | Відбір до Кубка африканських націй 2013     | -    | 75'         |
| 13-10-2012 | Калабар         | Нігерія     | 6 – 1     | Ліберія      | Відбір до Кубка африканських націй 2013     | 2    |             |
| 9-1-2013   | Фару            | Кабо-Верде  | 0 – 0     | Нігерія      | товариський матч                            | -    | 45+1' — 46' |
| 25-1-2013  | Нельспрюйт      | Замбія      | 1 – 1     | Нігерія      | Кубок африканських націй 2013 - 1-й етап    | -    | 79'         |
| 29-1-2013  | Рустенбург      | Ефіопія     | 0 – 2     | Нігерія      | Кубок африканських націй 2013 - 1-й етап    | 2    |             |
| 3-2-2013   | Рустенбург      | Кот-д'Івуар | 1 – 2     | Нігерія      | Кубок африканських націй 2013 - чвертьфінал | -    | 90'         |
| 6-2-2013   | Дурбан          | Малі        | 1 – 4     | Нігерія      | Кубок африканських націй 2013 - півфінал    | -    | 53'         |
| 10-2-2013  | Йоганнесбург    | Нігерія     | 1 – 0     | Буркіна-Фасо | Кубок африканських націй 2013 - Фінал       | -    |             |
| 23-3-2013  | Калабар         | Нігерія     | 1 – 1     | Кенія        | Відбір до ЧС 2014                           | -    | 89'         |
| 14-8-2013  | Дурбан          | ПАР         | 0 – 2     | Нігерія      | товариський матч                            | -    | 46'         |
| 7-9-2013   | Калабар         | Нігерія     | 2 – 0     | Малаві       | Відбір до ЧС 2014                           | 1    | 71'         |
| 13-10-2013 | Аддис-Абеба     | Ефіопія     | 1 – 2     | Нігерія      | Відбір до ЧС 2014                           | -    | 67'         |
| 16-11-2013 | Калабар         | Нігерія     | 2 – 0     | Ефіопія      | Відбір до ЧС 2014                           | 1    | 21' — 79'   |
| 18-11-2013 | Лондон          | Італія      | 2 – 2     | Нігерія      | товариський матч                            | -    | 76'         |
| 5-3-2014   | Атланта         | Мексика     | 0 – 0     | Нігерія      | товариський матч                            | -    | 71'         |
| 28-5-2014  | Лондон          | Нігерія     | 2 – 2     | Шотландія    | товариський матч                            | -    | 62'         |
| 3-6-2014   | Честер          | Греція      | 0 – 0     | Нігерія      | товариський матч                            | -    |             |
| 7-6-2014   | Джексонвілл     | США         | 2 – 1     | Нігерія      | товариський матч                            | 1    |             |
| 16-6-2014  | Куритиба        | Іран        | 0 – 0     | Нігерія      | ЧС 2014 - 1-й етап                          | -    | 52'         |
| 30-6-2014  | Бразиліа        | Франція     | 2 – 0     | Нігерія      | ЧС 2014 - 1/8 фіналу                        | -    | 89'         |
| 25-3-2016  | Кадуна          | Нігерія     | 1 – 1     | Єгипет       | Відбір до Кубка африканських націй 2017     | -    | 73'         |
| 29-3-2016  | Александрія     | Єгипет      | 1 – 0     | Нігерія      | Відбір до Кубка африканських націй 2017     | -    |             |
| 3-9-2016   | Уйо             | Нігерія     | 1 – 0     | Танзанія     | Відбір до Кубка африканських націй 2017     | -    | 84'         |
| 12-11-2016 | Уйо             | Нігерія     | 3 – 1     | Алжир        | Відбір до ЧС 2018                           | 2    | 26'         |
| 1-9-2017   | Уйо             | Нігерія     | 4 – 0     | Камерун      | Відбір до ЧС 2018                           | 1    | 83'         |
| 4-9-2017   | Яунде           | Камерун     | 1 – 1     | Нігерія      | Відбір до ЧС 2018                           | -    |             |
| 7-10-2017  | Уйо             | Нігерія     | 1 – 0     | Замбія       | Відбір до ЧС 2018                           | -    |             |
| 23-3-2018  | Вроцлав         | Польща      | 0 – 1     | Нігерія      | товариський матч                            | 1    |             |
| 27-3-2018  | Лондон          | Нігерія     | 0 – 2     | Сербія       | товариський матч                            | -    | 46'         |
| 2-6-2018   | Лондон          | Англія      | 2 – 1     | Нігерія      | товариський матч                            | -    | 63'         |
| 6-6-2018   | Швехат          | Нігерія     | 0 – 1     | Чехія        | товариський матч                            | -    | 79'         |
| 16-6-2018  | Калінінград     | Хорватія    | 2 – 0     | Нігерія      | ЧС 2018 - 1-й етап                          | -    |             |
| 22-6-2018  | Волгоград       | Нігерія     | 2 – 0     | Ісландія     | ЧС 2018 - 1-й етап                          | -    |             |
| 26-6-2018  | Санкт-Петербург | Нігерія     | 1 – 2     | Аргентина    | ЧС 2018 - 1-й етап                          | 1    |             |
| Усього     |                 | Матчів      | 38        |              | Голів                                       | 12   |             |

## Досягнення
«Челсі»
- Чемпіон Англії: 2016–17
- Переможець Ліги Європи: 2012–2013
- Володар кубка Англії: 2017–18

«Спартак»
- Володар Кубка Росії: 2021–22

Збірна Англії (U-17)
- Найкращий бомбардир Чемпіонату Європи з футболу (U-17): 2007

Збірна Нігерії
- Чемпіон Африки: 2013